# Bangsia aureocincta
Bangsia aureocincta là một loài chim trong họ Thraupidae.